# Oeax transversus
Oeax transversus là một loài bọ cánh cứng trong họ Cerambycidae.